# Olaf Holetschek
Olaf Holetschek (* 12. Juli 1968 in Saalfeld/Saale) ist ein ehemaliger deutscher Fußballspieler und heutiger -trainer.

## Sportliche Laufbahn

### Vereinskarriere
Als Jugendlicher wechselte Olaf Holetschek 1981 von der BSG Stahl Maxhütte zum FC Carl Zeiss Jena und wurde dort 1987 erstmals in der Oberliga eingesetzt. Der noch zum Juniorenoberligakader der Jenaer zählende und trotz seines Alters vielfach bereits im Ligateam FC Carl Zeiss II in der zweithöchsten Spielklasse eingesetzte Mittelfeldspieler gab sein Debüt im Oberhaus des DDR-Fußballs am 22. Spieltag 1986/87 beim 2:1-Heimsieg im Ernst-Abbe-Sportfeld gegen die BSG Energie Cottbus. Der 19-jährige Holetschek wurde bei seiner Premiere 16 Minuten vor Schluss für Michael Stolz eingewechselt.
In der Saison 1988/89 spielte er bei der BSG Jenaer Glaswerk. Mit der Elf aus dem Sportzentrum Oberaue gewann er die Bezirksmeisterschaft Gera und wurde in der Drittklassigkeit im Bezirk Gera mit 21 Treffern zweitbester Saisontorschütze.
1989 wechselte der Feinmechaniker zurück zum FC Carl Zeiss und wurde dort Stammspieler. In der letzten Saison der DDR-Oberliga 1990/91 belegte er mit Jena den sechsten Tabellenplatz und qualifizierte sich dadurch für die erste Spielzeit der gesamtdeutschen 2. Bundesliga. 1993/94 stieg er mit Jena in die Regionalliga Nordost ab, schaffte mit dem Team aber den direkten Wiederaufstieg. 1997/98 belegte Jena erneut einen Abstiegsplatz. Daraufhin verließ Holetschek die Thüringer.
Der gebürtige Saalfelder ging für zwei Spielzeiten zum Bundesligisten Hansa Rostock. Seine Bundesligapremiere gab er am zweiten Spieltag der Saison 1998/99 beim Heimspiel gegen den VfL Wolfsburg. Insgesamt absolvierte er 37 Bundesligaspiele in der Eliteklasse für die Hanseaten. und erzielte dabei ein Tor.
Anschließend spielte er eine Saison beim Chemnitzer FC in der 2. Liga. 2001 kehrte er nach Jena in die Oberliga Nordost zurück, wo er nach der Saison 2004/05 mit dem Aufstieg in die Regionalliga seine Spielerkarriere beendete. Insgesamt absolvierte Olaf Holetschek für den FC Carl Zeiss 413 Partien und schoss 66 Tore. 47-mal (vier Tore) stand er in der DDR-Oberliga für Jena auf dem Platz, 37-mal (ein Tor) in der 1. Bundesliga für Rostock sowie 224-mal (31 Tore) in der 2. Liga für Jena und Chemnitz.

### Auswahleinsätze
Aufgrund seiner Leistungen beim FC Carl Zeiss Jena in der Oberliga verdiente sich Holetschek im Frühjahr 1990 eine Einladung für die neu formierte B-Nationalelf der DDR. Bei deren letzten Länderspiel vor der Abwicklung des DDR-Fußballs wurde er im Mittelfeld über 90 Minuten gegen Schottland eingesetzt.

## Weiterer Werdegang im Fußball
Direkt nach dem Ende seiner aktiven Laufbahn übernahm Holetschek den Posten des Sportlichen Leiters beim FC Carl Zeiss Jena. In seinem ersten Jahr gelang Jena der Aufstieg in die 2. Bundesliga. Nachdem Jena im ersten Zweitligajahr auf einem Abstiegsplatz überwintert und die ersten zwei Spiele der Rückrunde verloren hatte, wurde Holetschek von seinem Posten entbunden.
Als Frank Neubarth im April 2007 das Traineramt in Jena übernahm, arbeitete Olaf Holetschek als Co-Trainer. Auch unter Neubarth Nachfolger Valdas Ivanauskas blieb er im Amt. Im Januar 2008 übernahm Henning Bürger den Trainerposten und entschied sich für einen anderen Co-Trainer. Daraufhin leitet er die Trainingszeiten der Jenaer A-Junioren-Mannschaft. Neben seiner Tätigkeit als Co-Trainer der U19 vom FC Carl Zeiss Jena war er Co-Trainer der zweiten Mannschaft. Im November 2011 schied er beim FC Carl Zeiss Jena aus und trainierte bis zu Beginn der Saison 2012/13 die U-17 Junioren von RB Leipzig. Nach seiner Ablösung war er vier Jahre lang Co-Trainer der U23-Mannschaft von RB Leipzig in der Sachsenliga.